# Javor (Kakanj)
Javor es un pueblo ubicado en la municipalidad de Kakanj, en el cantón de Zenica-Doboj, Bosnia y Herzegovina.

## Superficie
Posee una superficie de 1,81 kilómetros cuadrados.

## Demografía
Hasta 2013 la población era de 125 habitantes, con una densidad de población de 69,2 habitantes por kilómetro cuadrado.